# Sergio El Darwich
Sergio El Darwich (in arabo سيرجيو الدروايش‎?; Dekwaneh - Mar Roukouz - Daher al Hosein, 25 luglio 1996) è un cestista libanese.

## Carriera
El Darwich iniziò a giocare a pallacanestro fin da quando era bambino, intorno agli otto anni entrò nel settore giovanile dell'Al-Riyadi Club Beirut, dove si forma fino ai 15 anni prima di trasferirsi negli Stati Uniti d'America. Oltreoceano El Darwich gioca due stagioni con la Lee Academy High School, per poi giocare per quattro stagioni nella NCAA Division I: nella sua prima stagione gioca con la canotta dei South Dakota Coyotes ma poi decide di trasferirsi presso i Texas Western Miners senza però disputare nessuna partita con la squadra. Le ultime due stagioni al college El Darwich le ha giocate con la maglia dei Maine Black Bears, qui gioca un totale di 56 partite nella NCAA Division I, venendo anche nominato in una occasione America East Player of the Week nel gennaio 2020, e al termine della stagione 2020 venne anche inserito nel America East Conference Third Team.
Dopo che non è stato selezionato da nessuna franchigia durante il Draft NBA 2020, El Darwich è tornato in Libano dove ha iniziato la sua carriera da professionista firmando, per la parte finale della stagione 2020-2021 della Lebanese Basketball League, con il Champville SC. Nella stagione successiva firma invece con la squadra del Beirut Club dove conclude la stagione della LBL con 26 partite, 15.9 punti, 6.9 rimbalzi, 5.1 assist e 2 palle rubate, dando un forte contributo alla vittoria del campionato.
Nel giugno 2022 viene annunciata la sua firma con la squadra del Club Sagesse Beirut, squadra che compete sempre nella Lebanese Basketball League, dove conclude la stagione con 23 partite e 16.9 punti di media.
Dopo un solo anno però El Darwich ha fatto il suo ritorno al Beirut Club, squadra con cui nel giugno 2023 ha firmato un contratto triennale.
Nel 2020 ha fatto il suo esordio con la Nazionale maschile di pallacanestro del Libano durante le qualificazioni per la FIBA Asia Cup 2022. Con la nazionale maggiore ha preso parte alla FIBA Asia Cup 2022, conclusa al secondo posto ed ha contribuito alla vittoria del Libano nella Coppa delle Nazioni Arabe 2022. Inoltre ha fatto parte della squadra che ha partecipato al Campionato mondiale maschile di pallacanestro 2023

## Palmarès

### Squadra
- Lebanese Basketball League: 1

Beirut Club: 2021-2022
- Lebanese Basketball Cup: 2

Beirut Club: 2021-2022, 2023-2024
- Arab Club Basketball Championship: 1

Beirut Club: 2023

### Nazionale
- Arab Basketball Championship: 
 Dubai 2022
- FIBA Asia Cup: 
 Indonesia 2022